# Karen Persyn
Pour les articles homonymes, voir Persyn.
Karen Persyn est une skieuse alpine belge, née le 31 mars 1983 à Rumst.
Elle est spécialiste du slalom.

## Biographie

### Carrière
Elle fait ses débuts en Coupe du monde en octobre 2001, marquant ses premiers points en 2004 avec une 28e place et obtenant son meilleur résultat en janvier 2009 au slalom de Maribor (16e).
Aux Jeux olympiques d'hiver de 2010, à Vancouver, elle est 27e du slalom pour la seule course olympique de sa carrière,.
Elle a participé à huit éditions des Championnats du monde entre 2001 et 2015, obtenant son meilleur résultat en 2009 à Val d'Isère, une 21e place en slalom.
Elle compte un podium en Coupe d'Europe, obtenu en 2008 lors d'une épreuve indoor à Amneville
Avant la saison 2015-2016, elle annonce la fin de sa carrière.

### Jeux olympiques d'hiver
| Épreuve / Édition | Vancouver 2010 |
| Slalom            | 27e            |

### Championnats du monde
| Épreuve / Édition | Sankt Anton 2001 | Saint-Moritz 2003 | Bormio 2005 | Åre 2007 | Val d'Isère 2009 | Garmisch-Partenkirchen 2011 | Schladming 2013 | Beaver Creek 2015 |
| Slalom géant      | DNF              | 43e               |             |          |                  |                             |                 |                   |
| Slalom            | 35e              | 35e               | DNF         | 29e      | 21e              | DNF                         | DNF             | 31e               |

### Coupe du monde
- Meilleur classement général : 105e en 2009.
- Meilleur résultat : 16e.

#### Classements en Coupe du monde
| Année/Classement | Général | Général | Descente | Descente | Slalom géant | Slalom géant | Slalom | Slalom | Super G | Super G | Combiné | Combiné |
| Année/Classement | Class.  | Points  | Class.   | Points   | Class.       | Points       | Class. | Points | Class.  | Points  | Class.  | Points  |
| ---------------- | ------- | ------- | -------- | -------- | ------------ | ------------ | ------ | ------ | ------- | ------- | ------- | ------- |
| 2004             | 118e    | 3       | -        | -        | -            | -            | 53e    | 3      | -       | -       | -       | -       |
| 2009             | 105e    | 15      | -        | -        | -            | -            | 47e    | 15     | -       | -       | -       | -       |

### Coupe d'Europe
- 1 podium.

### Championnats de Belgique
- Championne en 2004, 2014 et 2015 sur le slalom.